# Schande des Dschungels
Tarzoon: Schande des Dschungels (Französisch: Tarzoon, la honte de la jungle) ist ein französisch-belgischer Zeichentrickfilm für Erwachsene aus dem Jahr 1975 von Picha und Boris Szulzinger.

## Handlung
Der Film spielt inmitten des afrikanischen Dschungels, in Bush Country. Die böse, vierzehnbrüstige und glatzköpfige Königin Bazonga, die in einem Luftschiff wohnt, beschließt gemeinsam mit ihrem doppelköpfigen Figaro Charles den Skalp der im Urwald lebenden June zu bekommen, um deren üppigen Haarbewuchs auf ihren Kopf zu verpflanzen, und sendet ihre Penis-Soldaten aus, um June zu entführen. Shame, der mit June zusammenlebt, bemerkt am Morgen, dass seine Gespielin verschwunden ist und beschließt sie zu retten.  Obwohl sich June am liebsten mit seinem Schimpansen vergnügt, da Shame sie selbst nicht ausreichend befriedigen kann, macht er sich gemeinsam mit Affe Flicka auf die Suche nach seiner großbusigen Freundin. Als Shame durch den Dschungel schwingt, stürzt ein Flugzeug in eine riesige Schlammgrube. Die Besatzung besteht aus dem exzentrischen Professor Cedric Addlepate, der ziemlich naiven  Stella Starlet, dem mürrischen Brutish und seinem nervenschwachen Assistenten Short. Weil die Wissenschaftler nach Afrika gekommen sind, um Shames Existenz zu beweisen, wird er von diesen zunächst aufgehalten, als er und die Crew im Urwald aufeinander treffen. Bald geraten sie jedoch in die Fänge von Menschenfressern. Letztendlich gelingt es Shame zu entkommen und June zu befreien. Dies verdankt der Held allein dem Zufall, dass sich die Waffen der Königin, ihre hüpfenden Penis-Soldaten, gegen diese selbst wenden. Stella Starlet hingegen wird Königin der Menschenfresser und plant Hollywood zu erobern.

## Rezeption
Aus der Masse der Porno-Trickfilm-Produktionen der 70er und 80er schält sich Shame of the Jungle dadurch heraus,
dass er sich bildästhetisch und von der Ausgestaltung des Plots her stark von den zumeist deutschen Zeichentrickpornos unterscheidet. Belgien schlug 1975 Tarzoon, la honte de la jungle im Rahmen der Academy Awards als Besten fremdsprachigen Film vor, jedoch wurde der Film von der Academy nicht nominiert. Es handelte sich dabei um den zweiten Zeichentrickfilm überhaupt, der in dieser Kategorie vorgeschlagen wurde.

## Produktion
Die Filmarbeiten wurden 1975 beendet. Der Film wurde zeitnah von der Berliner Synchron GmbH auf Deutsch synchronisiert (Synchronregie: Dietmar Behnke, Dialogbuch: Michael Richter). Im folgenden Jahr verklagten die Erben von Edgar Rice Burroughs die Macher von Tarzoon und 20th Century Fox wegen angeblicher Plagiatsvorwürfe. Daher wurden der Filmtitel und der Name der Hauptfigur Tarzoon verändert, bevor der Film auch in den USA gezeigt werden konnte und wurde dort ab 1979 lediglich unter dem Titel Shame Of The Jungle veröffentlicht. Ein französisches Gericht entschied jedoch, dass es sich bei dem Film um eine legitime Parodie handele.
Für eine Überarbeitung des Films mit neuen Dialogen für den amerikanischen Markt konnten Schauspieler und Komiker wie John Belushi, Adolph Caesar, Brian Doyle-Murray, Judy Graubart, Bill Murray und Johnny Weißmüller Jr. gewonnen werden. Eine weitere Klage von Burroughs Erben führte dazu, dass der Titel des Films letztendlich in Shame of the Jungle und auch einige Charakternamen geändert wurden.

## Distribution
Der Film, der wohl weniger wegen der dargestellten Sexualität als seiner teilweise bösartigen Bildinhalte in Deutschland nicht für die Jugend freigegeben war, wurde erst 2008 vom Index gestrichen. Der Film lockte dennoch in den 80ern 1,3 Millionen Menschen in die Kinos. Der Verleih WVG brachte 2009 in Deutschland neben Schande des Dschungels mit deutscher und französischer Tonspur gleichzeitig auch Der große Knall und Das fehlende Glied (ausschließlich mit deutscher Tonspur) heraus, die beide ebenfalls von den Machern Picha und Szulzinger stammen. Diese DVD enthält eine bislang nicht veröffentlichte Director’s-Cut-Fassung des Films. 2011 wurde Shame of the Jungle von Lace DVD in Großbritannien veröffentlicht. 2015, zum 40. Jahrestag der Fertigstellung, wurde Shame of the Jungle in einer restaurierten Fassung präsentiert.

## Synchronisation

### Französische Version(Original, 1975)
- Georges Aminel – Tarzoon
- Arlette Thomas – June
- Paule Emanuele – Königin Bazonga
- Claude Bertrand – M'Bulu
- Pierre Trabaud – der zweiköpfige Charles #1
- Roger Carel – der zweiköpfige Charles #2 / Short
- Guy Piérauld – Professor Cedric Addlepate
- Laurence Badie – Steffanie Starlet
- Marc de Georgi – Brutish
- Lita Recio – Nurse
- Philippe Dumat – Radiosprecher
- Bernard Dhéran – Erzähler

### Deutsche Version(1975)
- Horst Niendorf – Tarzoon  (Niendorf hatte sowohl Lex Barker als auch Gordon Scott in der Rolle des Tarzan mehrfach synchronisiert)
- Beate Hasenau – June
- Christine Gerlach – Königin Bazonga
- Heinz Theo Branding – Bruno
- Joachim Tennstedt – Craig
- Wilfried Herbst – Charles Links
- Gerd Duwner – Charles Rechts
- Herbert Weißbach – Professor Addlepate
- Arnold Marquis – Kommentar-Sprecher

### Englische Version(1979)
- Johnny Weissmuller Jr. – Shame
- Emily Prager – June
- Pat Bright – Königin Bazonga
- John Belushi – Craig Baker
- Brian Doyle-Murray – der zweiköpfige Charles #1
- Andrew Duncan – der zweiköpfige Charles #2
- Guy Sorel – Professor Cedric Addlepate
- Christopher Guest – M'Bulu / Short / Nurse
- Judy Graubart – Stella Starlet
- Adolph Caesar – Brutish
- Bill Murray – Reporter
- Bob Perry – Erzähler[13]